# Nowa Ruda
Nowa Ruda (niem. Neurode, w gwarze kłodzkiej Noiroode, cz. Nová Ruda) – miasto w Polsce, w województwie dolnośląskim, w powiecie kłodzkim, siedziba miasta i gminy wiejskiej Nowa Ruda, wchodzi w skład aglomeracji wałbrzyskiej; nad Włodzicą.
Nowa Ruda uzyskała lokację miejską przed 1360 r.. W latach 1975–1998 miasto administracyjnie należało do województwa wałbrzyskiego. Obecnie Nowa Ruda pełni funkcję ponadgminnego ośrodka administracyjno-edukacyjnego dla mikroregionu noworudzko-radkowskiego.
Nową Rudę zamieszkuje niemal 20,7 tys. mieszkańców, co czyni ją drugim miastem, po Kłodzku, pod względem liczby ludności w powiecie kłodzkim oraz 18. miastem w województwie dolnośląskim. Nowa Ruda jest ważnym węzłem komunikacyjnym, krzyżują się tutaj trasy wojewódzkie. W mieście znajduje się stacja kolejowa i dworzec autobusowy, dzięki czemu można do Nowej Rudy dotrzeć koleją, busami i autobusami PKS-u.

## Położenie
Nowa Ruda położona jest w Sudetach Środkowych, nad rzeką Włodzicą i jej dopływami; pomiędzy Górami Sowimi, Bardzkimi, Suchymi i Stołowymi, w dolinach i obniżeniach pomiędzy wzniesieniami Wzgórz Włodzickich. Pod względem historycznym Nowa Ruda leży w ziemi kłodzkiej.
Miasto podzielone jest na trzy dzielnice: Centrum, Drogosław i Słupiec.
Sąsiednie gminy to: Nowa Ruda (gmina wiejska), Radków.

## Historia

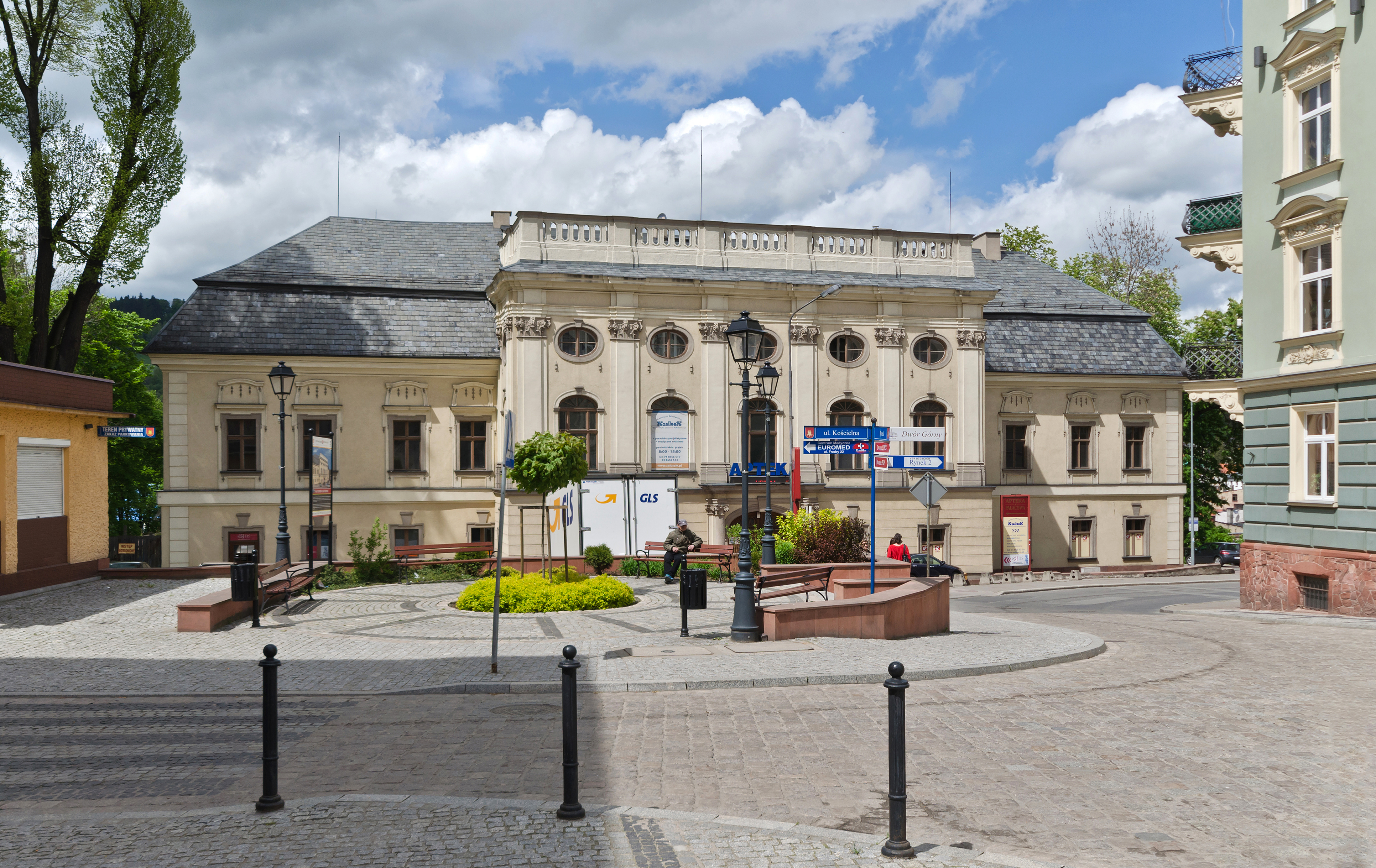
Zamek Stillfriedów z XIV w.

Nowa Ruda, miasto położone w dolinie rzeki Włodzicy i jej dopływów, swą historią sięga XIII w. Miasto założone zostało za czasów kolonizacji na prawie niemieckim pod rządami króla czeskiego Przemysława Otokara II (1233–1278), który panował od 1253 do swojej śmierci. Pierwsza pisemna wzmianka o Nowej Rudzie, zamieszczona w najstarszej księdze fundacji miejskiej Kłodzka, datowana jest na 1337 Dziesięć lat później, w 1347 osada należała do Hannusa Wustehubego, który w 1352 sprzedał noworudzkie dobra rodzinie Donynów. W latach 1350–1470 w mieście znacząco rozwinęło się rzemiosło takie jak tkactwo, szewstwo, oraz sukiennictwo. Od 1368 było siedzibą okręgu sądowego, którym zarządzał wójt. Poskutkowało to nadaniem statutu cechowego szewcom noworudzkim w 1404 oraz miejskim sukiennikom w 1416. Podczas wojen husyckich (1419–1436) miasto było parokrotnie najeżdżane w latach 1427–1429, co doprowadziło do jego zniszczenia. Po śmierci księcia Jana (1390–1428), ostatniego Piasta z linii ziębickiej, w 1428 miasto przeszło w ręce czeskie. Odbudowywało się ono długo i powoli na podstawie nowo nadanych praw w 1434 przez rodzinę Donynów. W tym samym roku po raz pierwszy wzmiankowana była kopalnia węgla kamiennego w mieście. W 1457 miasto uzyskało przywilej eksportu płótna, sukna i wyrobów z nich przygotowanych. Nowa Ruda w 1472 przeszła pod władanie Jerzego Stillfrieda, jednego z rycerzy króla Czech, Jerzego z Podiebradów. Jerzy Stillfried zaślubił także Annę von Donyn, splatając w ten sposób dzieje miasta i swojej rodziny na trzy kolejne wieki. Wiek XVII zapisał się w historii miasta najazdem gen. hrabiego Franza Bernarda von Thurna w 1622. Z racji tego, iż Bernard I Stillfried i jego syn Henryk byli orędownikami wyznania protestanckiego, miasto zostało zniszczone w czasie wojny trzydziestoletniej (1618–1648). Uwięzieni Stillfriedowie nawrócili się jednak na katolicyzm, w efekcie czego odzyskali wolność i prawo do dóbr noworudzkich. Miasto w 1742 zostało włączone do Prus, wskutek nabycia ziemi kłodzkiej przez króla Prus Fryderyka II. Stillfriedowie w ciągu następnych lat stali się właścicielami ⅓ obszaru ziemi kłodzkiej. Jednakże w 1810 Nowa Ruda wraz z przyległościami przeszła na własność rodziny von Magnisów. Pozostali oni właścicielami miasta aż do 1945.
Wcześniej, bo już w 1855 Nowa Ruda stała się siedzibą powiatu, który obejmował dwa miasta – Nową Rudę i Radków, oraz 37 osad wiejskich. Nastąpiło ożywienie gospodarcze, związane z prężnym rozwojem przemysłu włókienniczego, lecz przede wszystkim rozwijało się intensywnie górnictwo węgla kamiennego. Powstało wiele kopalń na terenie miasta m.in. kopalnia „Ruben” w Nowej Rudzie (później kopalnia „Nowa Ruda”), „Johann Baptysta” w Słupcu, „Rudolph” w Przygórzu oraz „Wenceslaus” w Ludwikowicach Kłodzkich. Od 1871 miasto należało do II Rzeszy Niemieckiej, od 1873 rozpoczęto wydobywanie łupków ogniotrwałych oraz kontynuowano eksploatację złoża czerwonych piaskowców. W 1879 doprowadzono do miasta kolej z Kłodzka, a w 1880 na stację w Nowej Rudzie wjechał pociąg z Wałbrzycha. Korzystny rozwój gospodarczy przerwał najtragiczniejszy pożar w dziejach miasta, który miał miejsce 23 maja 1884. Spłonęła wówczas spora część śródmieścia, m.in. rynek i kościół parafialny. Działania wojenne podczas I wojny światowej ominęły miasto, jednak wielu mieszkańców miasta, zaciągniętych do armii niemieckiej, brało w niej udział i straciło życie. Miasto odczuło dość poważnie powojenny kryzys gospodarczy. Nastąpiła stagnacja gospodarcza, która doprowadziła do odebrania statusu miasta powiatowego Nowej Rudzie. Doszło do tego w 1932, na skutek reformy administracyjnej Niemiec. Po dojściu Hitlera do władzy w Niemczech ruch narodowosocjalistyczny zaczął wkraczać w życie miasta. W 1937 obchodzono uroczyście 600-lecie Nowej Rudy, a mieszkaniec miasta prof. Joseph Wittig wydał obszerną jego kronikę. Okres ten to także czas największej katastrofy górniczej w historii noworudzkiego górnictwa. W kopalni „Ruben” na skutek zawału w 1941 zginęło 187 górników.
II wojna światowa ominęła miasto nie niszcząc jego zabudowy. Niemcy obsadzili miasto 17 Armią „Mitte”, ale rejon ten został okrążony przez 21 i 59 Armię 1 Frontu Ukraińskiego. Ostatecznie Armia Czerwona zajęła miasto bez walki dopiero po kapitulacji Niemiec 8 maja 1945. Miesiąc później, w czerwcu, przybyli pierwsi Polacy. Początkowo prowadzone były spory z Czechami o to, do kogo ma należeć Ziemia kłodzka. Ostatecznie Nowa Ruda pozostała w granicach Polski. Obecną nazwę miasta zatwierdzono administracyjnie 7 maja 1946. Pierwszym polskim burmistrzem został Edward Miernik. Administracja polska dokonała wysiedlenia dotychczasowej ludności miasta do Niemiec; w jej miejsce napływali Polacy z centralnej części kraju oraz przesiedleńcy z Kresów Wschodnich. Pojawili się też polscy górnicy z Francji oraz Polacy z innych krajów. Spowodowało to trudności integracyjne społeczeństwa Nowej Rudy, z którymi miasto zmagało się przez wiele lat.

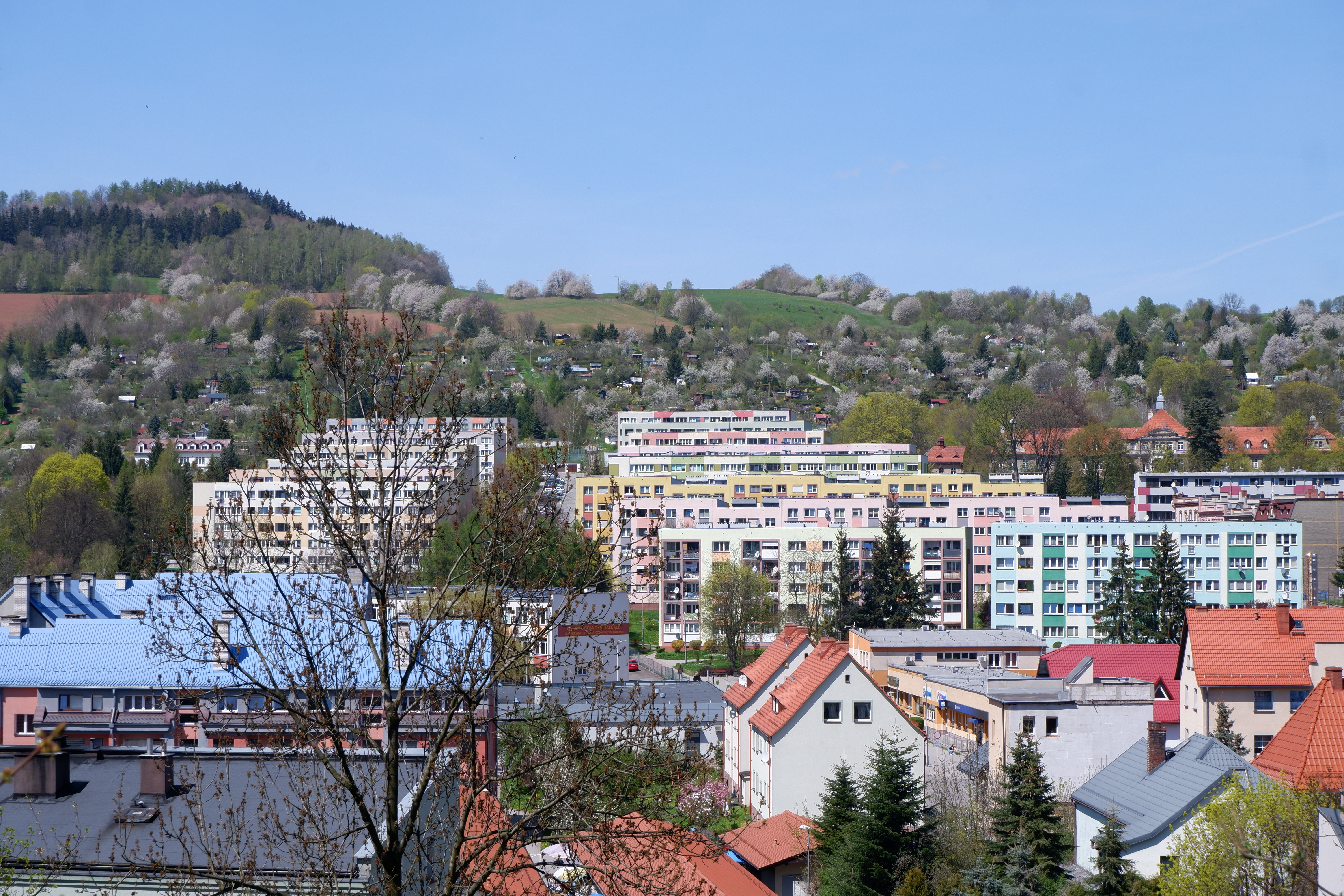
Widok na Osiedle Piastowskie wybudowane w latach 60. XX wieku

Nowa Ruda po wojnie znacznie się rozbudowała. Powstało wiele zakładów przemysłowych dających pracę mieszkańcom, głównie w przemyśle wydobywczym i włókienniczym. Powstały kopalnie (Kopalnia Węgla Kamiennego „Nowa Ruda”; dawny „Ruben”, oraz Kopalnia Węgla Kamiennego „Słupiec”; dawny „Johann Baptysta”). Wybudowano Zakłady Przemysłu Jedwabniczego „Nowar” (specjalizujące się w produkcji sztucznego jedwabiu) oraz oddział Dzierżoniowskich Zakładów Radiowych „Diora”. W 1954 Nowa Ruda po raz drugi w swej historii została stolicą powiatu. Do 1975, w którym ten status utraciła, była stolicą najmniejszego powiatu w ówczesnym województwie wrocławskim. W 1970, noworudzianie otrzymali nowy budynek Miejskiego Ośrodka Kultury, a w 1972 po raz pierwszy zorganizowano w Nowej Rudzie Festiwal Studentów Szkół Artystycznych. W 1973 Nową Rudę połączono administracyjnie w jeden organizm miejski z sąsiednim miastem Słupiec (który niespełna kilka lat wcześniej uzyskał prawa miejskie). Druga połowa lat 70. XX w. to okres kolejnych tragicznych wypadków górniczych. W 1976, w KWK „Nowa Ruda” zginęło 17 górników, a w 1979 kolejnych 7. W okresie stanu wojennego w kopalni miał miejsce strajk, który zakończył się aresztowaniami i procesami. Okres transformacji ustrojowej zaznaczył się licznym udziałem mieszkańców miasta. Kandydaci Komitetu Obywatelskiego uzyskali w czasie pierwszych wolnych wyborów samorządowych wszystkie 28 mandatów w Radzie Miejskiej Nowej Rudy. Burmistrzem został Stanisław Łukasik. W lipcu 1990 ukazał się pierwszy numer lokalnej „Gazety Noworudzkiej”. W 1991 podpisano umowę o współpracy partnerskiej z niemieckim miastem Castrop-Rauxel oraz francuskim Wallers-Arenberg. Rok później z sąsiednim czeskim miastem Broumov podpisano podobną umowę. Transformacja ustrojowa odbiła się negatywnie na mieście. Zlikwidowano wszystkie większe zakłady przemysłowe. W 1992 w stan likwidacji postawiona została KWK „Nowa Ruda”, w 1994 zamknięto także pole „Piast”. Pole „Słupiec” działało do 2000, kiedy także uległo likwidacji. Los taki spotkał także pozostałe zakłady przemysłowe miasta. W 2001 upadły Zakłady Przemysłu Jedwabniczego „Nowar”, a nieco wcześniej filia dzierżoniowskiej „Diory”. Przez wiele następnych lat bezrobocie było głównym problemem miasta. W latach 1945–1975 Nowa Ruda należała do województwa wrocławskiego, lata 1975–1998 to okres przynależności do województwa wałbrzyskiego, a od 1999, Nowa Ruda należy do powiatu kłodzkiego, województwa dolnośląskiego.

## Właściciele Nowej Rudy
- 1472–1482 – Georg (Jerzy) I von Stillfried und Rattonitz (1420–1482)[7]
- 1482–1483 – Paweł von Stillfried und Ratienitz[7]
- 1482–1492 – Georg (Jerzy) II von Stillfried und Ratienitz (1459–1492)[7]
- 1492–1518 – Georg (Jerzy) III von Stillfried (zm. 1518)
- 1518–1524 Jakob von Stillfried und Rattonitz (1483–1524/9)[7]
- 1524–1554 – Georg (Jerzy) IV von Stillfried (1506–1554)[8]
- 1554–1566 – Rosina (Schaff)Gotschin, żona Jerzego IV[9]
- 1566–1572 Georg (Jerzy) V von Stillfried (1548–1586)[8], wł. Jugowa, Zacisza, Drogosławia od 1572
- 1572–1580 Henryk von Stillfried (zm. 1580), wł. Nowej Rudy
- 1586 – Georg (Jerzy) VI von Stillfried
- 1586–1615 – Henryk von Stillfried – Starszy (1519–1615)[10], żonaty z Elisabeth von Pannwitz (1525-1573)[11][12][13];
- Jan (Hans) von Stillfried Rattonitz (1549–1609)[14], wł. Drogosławia, Jugowa od 1600
- 1615–1637 – Bernhard I von Stillfried (1567–1537)[10]
- 1637–1669 – Bernhard II von Stillfried (1611–1669)[10]
- 1669–1702 – Bernhard III von Stillfried und Rattonitz (1641–1702)[15]
- 1702–1720 – Raymund Erdmann Anton baron Stillfried von Rattonitz (1672–1720)
- 1720–1739 – Johann Joseph I baron Stillfried von Rattonitz (1695–1739)
- 1739–1761 – Anna von Stillfried hrabina von Salburg (1703–1761)[16], żona Johanna Josepha I
- 1761–1767 – Michael Raymund baron Stillfried und Rattonitz (1730–1796)
- 1767–1773 – Augustyn von Stillfried
- 1773–1796 – Michał Rajmund von Stillfried
- 1796–1805 – Johann Joseph (Jan Józef) II, hrabia Stillfried und Rattonitz (1762–1805)[17]
- 1805–1810 – Fryderyk August von Stillfried[16]
- 1810–1945 – rodzina von Magnisów

## Zabytki
Do wojewódzkiego rejestru zabytków, nr rej.: A/934/499 z 24.08.1959, na listę wpisane są obiekty:

- dom, ul. Kościelna 12, z końca XVIII, przebudowany w XX w.
- dom, ul. Łukowa 10, z XIX w.
- dom, ul. Piastów 1, z 1815
- dom, ul. Piastów 5, z 1786, przebudowany w 1925
- dom, ul. Piastów 7, z drugiej połowy XVIII, przebudowany w XX w.
- dom, ul. Piastów 19, z XVI w., przebudowany w 1890
- dom, ul. Piastów 21, z XVIII w.
- dom, ul. Piastów 23, z 1799, przebudowany w końcu XIX w.
- dom, ul. Piastów 25, z XVIII w., przebudowany w końcu XIX w.
- dom, ul. Piastów 27, z pierwszej połowy XVIII w.
- dom, ul. Rynek 3, z 1706, przebudowany w XIX/XX w.
- dom, ul. Rynek 7, z XVI/XVII w.
- dom tkaczy, ul. Nadrzeczna 1, z XVIII/XIX w.
- dom tkaczy, ul. Nadrzeczna 2, z XVIII/XIX w.
- dom tkaczy, ul. Nadrzeczna 3, z XVIII/XIX w.
- dom tkaczy, ul. Nadrzeczna 5, z XVIII/XIX w.
- dom tkaczy, ul. Nadrzeczna 6, z XVIII/XIX w.
- dom tkaczy, ul. Nadrzeczna 7, z XVIII/XIX w.
- dwór górny, ul. Kościelna 30, z XVII w., przebudowany w XIX w.
- dwór w Drogosławiu oraz park w zespole, ul. Stara Droga 31, z XVII w.
- dwór w Słupcu, z 1685, nie istnieje
- klasztor salezjanek, ul. Kościelna 10, z 1630
- kościół ewangelicki, ob. pw. Bożego Ciała, ul. Kolejowa 10, l. 1866–68
- kościół par. pw. św. Barbary, Drogosław, ul. Jana Pawła II, z 1910
- kościół pw. św. Katarzyny Aleksandryjskiej, Radkowska 27, l. 1885–87
- kościół par. św. Mikołaja, ul. Kościelna 9, z lat 1885–1887
- kościół pomocniczy pw. MB Bolesnej, na Górze Wszystkich Świętych
- kościół pomocniczy pw. Wniebowzięcia NMP, ul. Cmentarna 31, XVI w.
- kościół pw. św. Anny, na Górze św. Anny, z XVIII w.
- kościół pw. Podwyższenia Krzyża Świętego, ul. Cmentarna 53, XVIII w.
- maszynownia szybu „Lech”, teren dawnej KWK „Piast”, z 1890
- nadszybie z wieżą szybu „Anna”, teren dawnej KWK „Piast”, z 1898
- pałac przy ul. M. J. Piłsudskiego 20 (dawnej ul. M. Nowotki), z 1890
- piece szybowe 28–32 – nieistniejące, KWK „Piast”, z lat 1898–1899
- ratusz, Rynek 1, z lat 1892–1894
- wieża widokowa na Górze św. Anny, z lat 1906–1907
- zamek Stillfriedów[19], ul. Piłsudskiego 2 (d. M. Nowotki), z końca XIV w.

## Inne obiekty
- browar, obecnie MBP, ul. Bohaterów Getta 10
- cmentarz, ul. Cmentarna 11
- cmentarz żydowski, ul. Kopalniana
- dom przy ul. Żeromskiego 3
- dworzec kolejowy, ul. Kolejowa 24
- drukarnia W. W. Klambta, ul. Mikołaja Kopernika 8
- DZPJ Nowar, ul. M. J. Piłsudskiego 27/29
- figura św. Floriana, Rynek 1
- figura św. Jana Nepomucena, ul. Bohaterów Getta 15
- figura św. Jana Nepomucena, ul. Cicha 2
- figura św. Jana Nepomucena, ul. Cmentarna 1
- figura św. Jana Nepomucena, ul. Piastów
- figura Trójcy Świętej, ul. Strzelecka 2
- fontanna z Janem Chrzcicielem i Jezusem z 1909, Rynek 1
- Gimnazjum nr 1, ul. M. Kopernika 6
- kaplica loretańska, barokowa z l. 1765–68, ul. Cmentarna
- kapliczka przy ul. Kasztanowej
- kolumna Maryjna, ul. Loretańska
- kolumna Maryjna, pl. Matejki
- komisariat policji, obecnie MOPS, ul. Kolejowa 18
- Muzeum Górnictwa w Nowej Rudzie
- kościół, szkoła ewangelicka w Słupcu, ul. Piwna 5
- nowa szkoła ewangelicka, ob. Przedszkole Plastuś, Kolejowa 15
- poczta, ul. Niepodległości 1
- rządcówka, ul. Niepodległości 17
- sąd, obecnie komisariat Policji, ul. Bohaterów Getta 29
- starostwo powiatowe, ob. Urząd Gminy, Niepodległości 2
- Szkoła Podstawowa nr 2, ul. Sportowa 2
- Szkoła Podstawowa nr 3, ul. Srebrna 11
- szpital bracki, ul. Szpitalna 2
- szpital miejski, ul. M. J. Piłsudskiego 16
- Urząd Gminy, obecnie ZWiK, ul. Niepodległości 56
- wiadukt kamienny, z najstarszych na Dolnym Śl., ul. Podjazdowa
- Most kolejowy nad Woliborką, z lat 1879–1880, ul. Cicha
- Wieża widokowa na Górze Wszystkich Świętych w Słupcu
- willa rodziny Rose, ul. Mikołaja Kopernika 8

Inne ciekawe miejsca

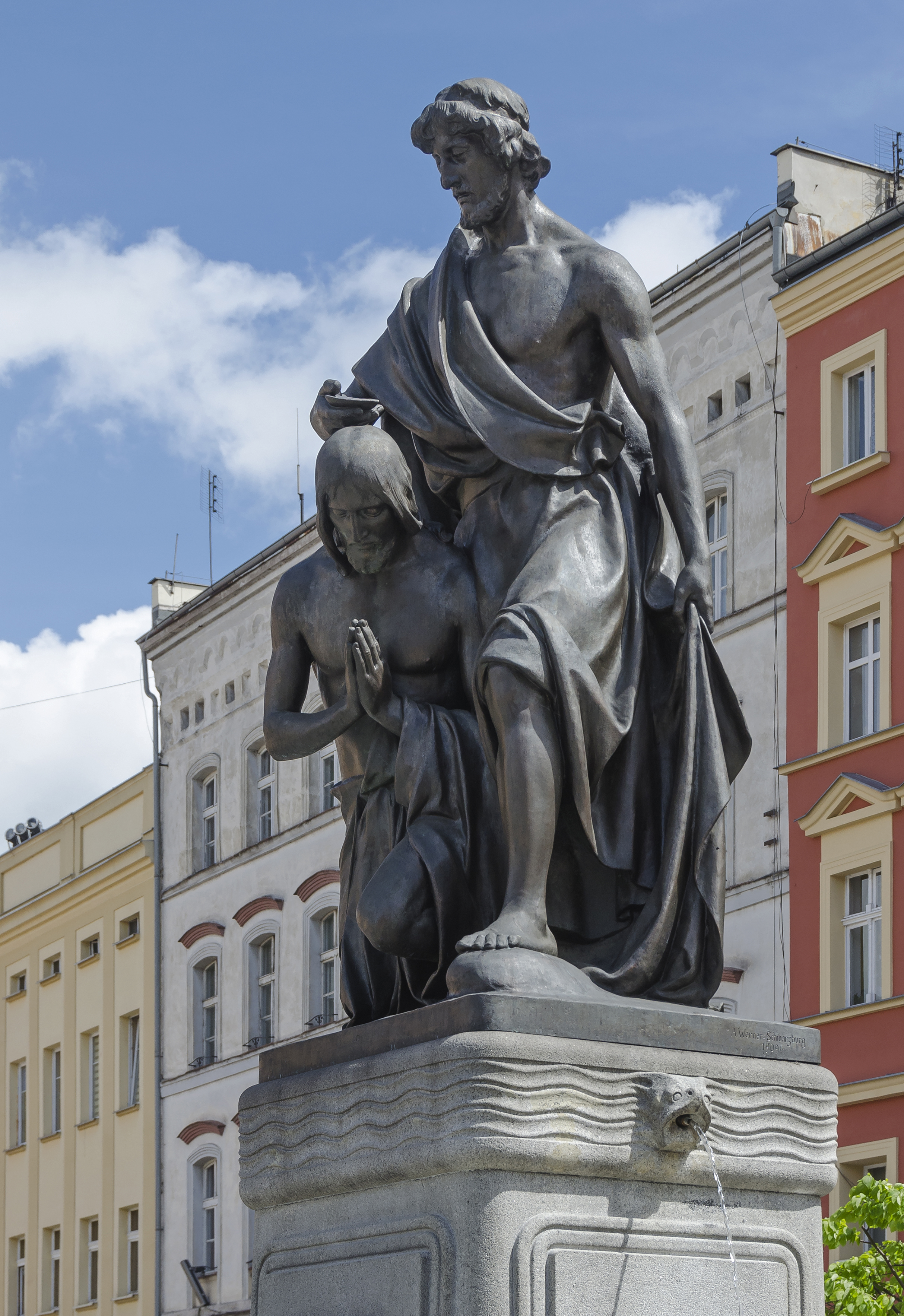
Fontanna – posąg Jezusa i Jana Chrzciciela

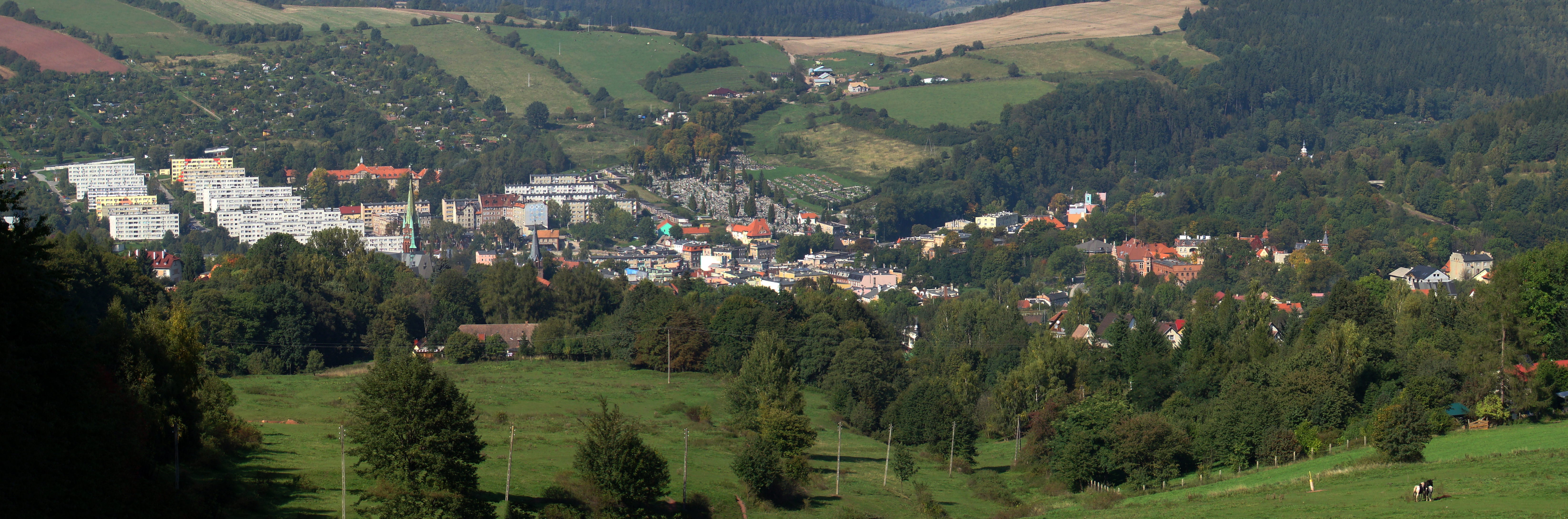
Panorama miasta

- Kompleks Sportowy-Rekreacyjny CTS w dzielnicy Słupiec (hala widowiskowo-sportowa, boiska, korty tenisowe, Aqua Centrum – basen z szeregiem atrakcji).

Okolice do zwiedzania latem
- Góry Sowie, Góry Stołowe, Góry Suche, Wielka Sowa, Wzgórza Włodzickie,
- Podziemne hitlerowskie miasta Gór Sowich: Osówka, Walim i Włodarz

Zimowe ośrodki narciarskie
- Sokolec, Rzeczka, Przełęcz Jugowska.

## Demografia
Dane z 31 grudnia 2010:
| Opis                              | Ogółem | Ogółem | Kobiety | Kobiety | Mężczyźni | Mężczyźni |
| --------------------------------- | ------ | ------ | ------- | ------- | --------- | --------- |
| Jednostka                         | osób   | %      | osób    | %       | osób      | %         |
| Populacja                         | 23 477 | 100    | 12 288  | 52,3    | 11 189    | 47,7      |
| Gęstość zaludnienia [mieszk./km²] | 633,7  | 633,7  | 331,7   | 331,7   | 302,0     | 302,0     |

Ludność – podział na dzielnice (dane z 30 czerwca 2004 r.):
- Nowa Ruda – Centrum – 10 528
- Nowa Ruda – Słupiec – 10 893
- Nowa Ruda – Drogosław – 3819[22]

Liczba ludności na osiedlach mieszkaniowych:
- Osiedle Wojska Polskiego – 3679
- Osiedle XXX-lecia – 1897
- Osiedle Piastowskie – 1637[22]

Piramida wieku mieszkańców Nowej Rudy w 2014.

## Kultura

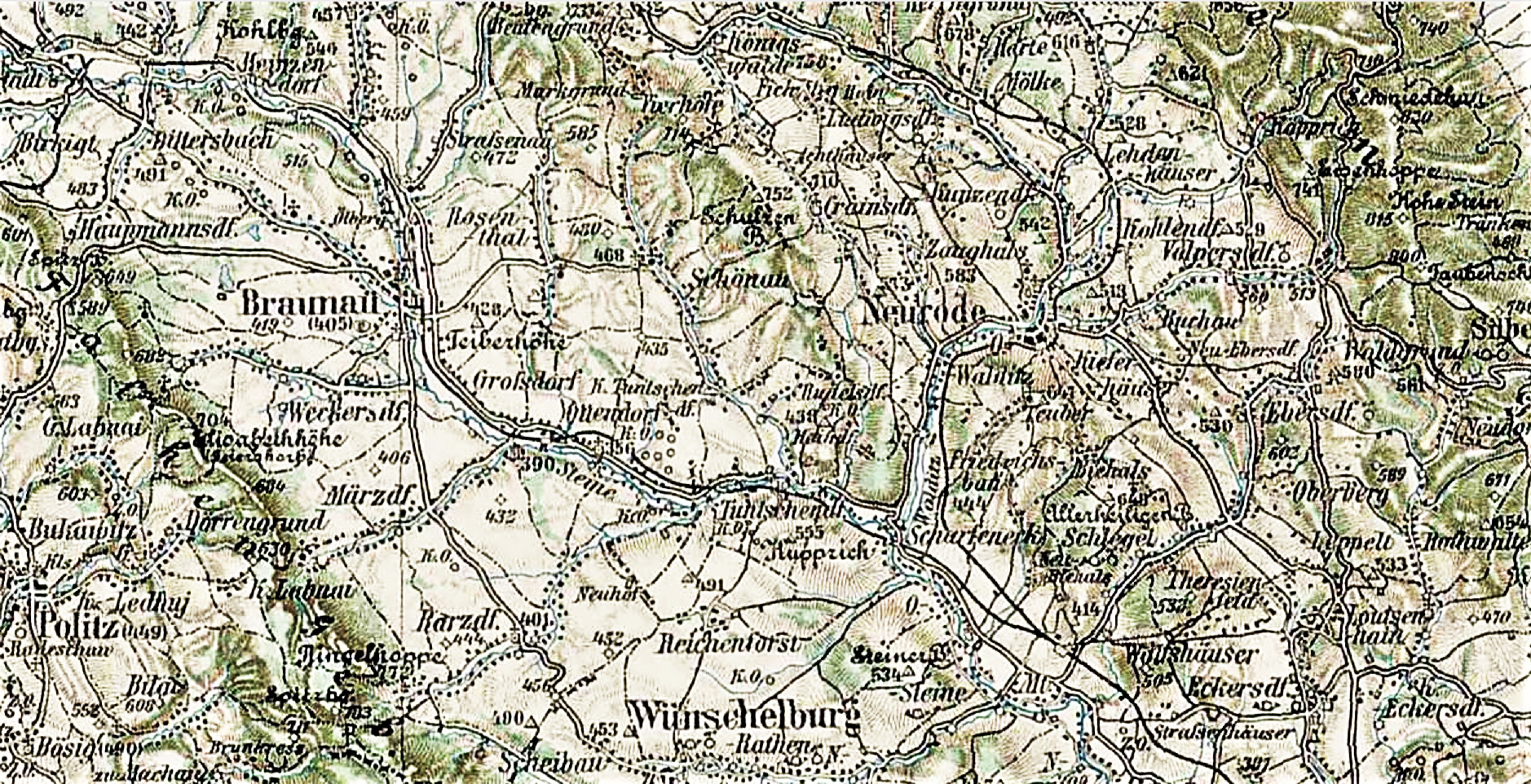
Nowa Ruda, 1910

Nowa Ruda jest centrum kulturalnym dla okolicznych miejscowości i gmin. W mieście działa Miejski Ośrodek Kultury z kinem, Miejska Biblioteka Publiczna, działają dwa muzea: Górnictwa i Josepha Wittiga. Organizowane są imprezy zarówno plenerowe, jak i salowe z zakresu teatru, muzyki, czy tańca.
W 2016 Agnieszka Holland realizowała w mieście zdjęcia plenerowe i wnętrz do swojego filmu Pokot.
Miejski Ośrodek Kultury
W Nowej Rudzie życie kulturalne toczy się głównie wokół Miejskiego Ośrodka Kultury, którego początki sięgają 1971. MOK organizuje wiele imprez kulturalno-rozrywkowych, festynów; prowadzi zajęcia z dziedziny plastyki, muzyki, czy teatru. Ośrodek dysponuje dwiema salami. Jedną większą – na 360 miejsc, która jest jednocześnie salą kinową. Prowadzone tutaj „Kino MOK” wyświetla seanse filmowe dla mieszkańców miasta i nie tylko. Druga sala, mniejsza, może pomieścić około 200 widzów. Używana jest podczas imprez estradowych, teatralnych i muzycznych licznie organizowanych w Nowej Rudzie. Spośród najważniejszych imprez organizowanych w mieście wyróżniają się:
- Międzynarodowe Noworudzkie Spotkania z Folklorem
- Dni Nowej Rudy
- Turniej Tańca Towarzyskiego
- Noworudzki Filmowy Zawrót Głowy
- Dni Japonii
- Bieguny Kultury
- Smaki Pogranicza (zabawy kawą)
- Maraton Zumby
- Festiwal Góry Literatury od 2015
- Festiwal Dzieje się od 2023

Miejska Biblioteka Publiczna
Historia MBP w Nowej Rudzie sięga 1949. Biblioteka dysponuje dużym księgozbiorem, w którym znajduje się ponad 130 tysięcy woluminów; prenumeruje około 10 tytułów czasopism i gazet. Uzupełnieniem tychże zasobów są zbiory audiowizualne, w którym znajduje się ponad 2,5 tysiąca pozycji. Biblioteka jest współorganizatorem kilku wydarzeń kulturalnych, a mianowicie:
- Noworudzkich Spotkań z Poezją
- Ogólnopolskich Konkursów Poetyckich: O Laur Kosmicznego Koperka, im. Zygmunta Krukowskiego
- Polsko-Czeskich Dni Kultury Chrześcijańskiej.

Przy Miejskiej Bibliotece Publicznej w Nowej Rudzie działał Noworudzki Klub Literacki Ogma, który patronował i zrzeszał lokalnych poetów i twórców. Wydawane są antologie poetyckie.
Muzea

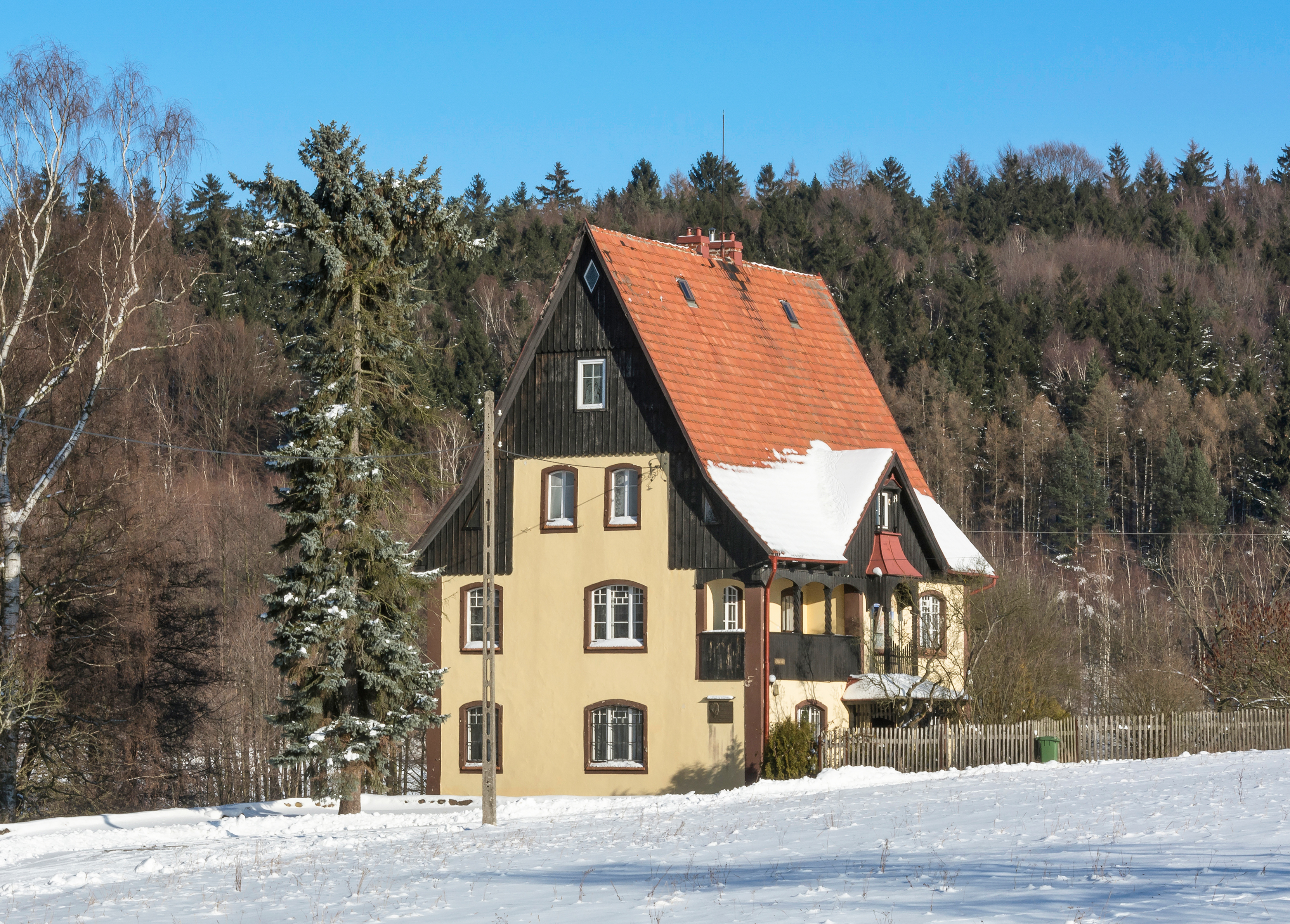
Muzeum Josepha Wittiga

- Dom – Muzeum Josepha Wittiga – kronikarza Nowej Rudy (między Nową Rudą a Słupcem, na północ od szosy)
- Muzeum Górnictwa z podziemną trasą i kolejką górniczą (na północ od centrum)
- Muzeum Minerałów w Nowej Rudzie

## Szkolnictwo
W Nowej Rudzie znajdują się następujące placówki edukacyjne:
- Przedszkole Miejskie Nr 1
- Przedszkole Miejskie Nr 2
- Szkoła Podstawowa Nr 2
- Szkoła Podstawowa Nr 6
- Szkoła Podstawowa Nr 7[25]
- Zespół Szkół Ogólnokształcących im. Henryka Sienkiewicza w Nowej Rudzie
- Noworudzka Szkoła Techniczna im. Stanisława Staszica
- Centrum Szkoleniowo-Usługowe „KaeRtur” – niepubliczna placówka kształcenia ustawicznego i doskonalenia nauczycieli
- Powiatowe Centrum Doradztwa i Poradnictwa Psychologiczno-Pedagogicznego w Kłodzku – Biblioteka Pedagogiczna w Nowej Rudzie
- Centrum Kształcenia „Profesja” – szkoła niepubliczna zaoczna

## Media
- „Gazeta Noworudzka” – tygodnik
- „Kurier Noworudzko-Radkowski” – informator samorządowy
- NowaRuda24.pl – informacje i wydarzenia
- Nowa-Ruda.com – informacje kulturalne z Nowej Rudy i okolic
- nowaruda.info – informacje i wydarzenia
- „Noworudzianin” – tygodnik
- Telewizja Sudecka
- „Wiadomości Gospodarcze”

## Wspólnoty wyznaniowe

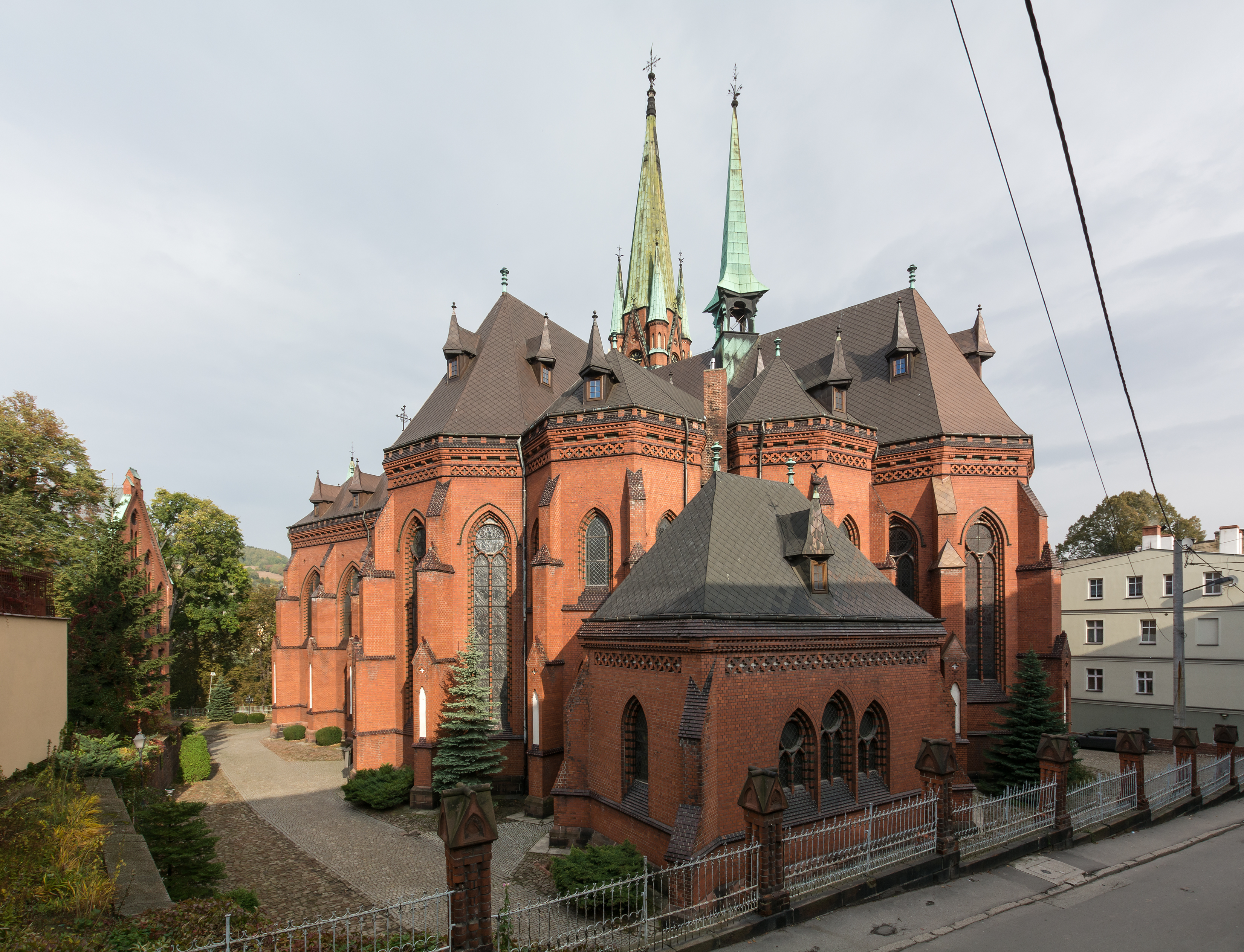
Neogotycki kościół parafialny pw. św. Mikołaja

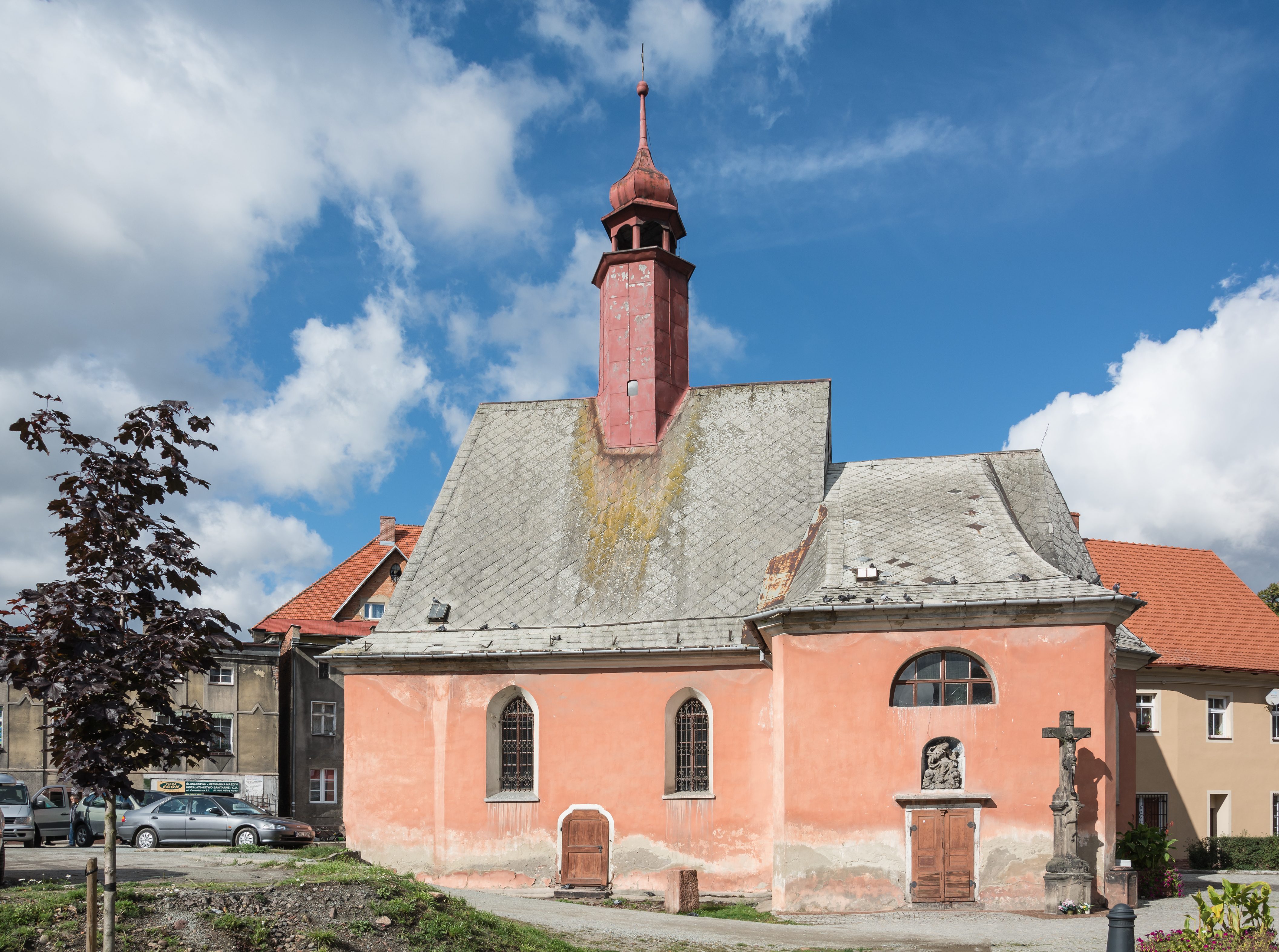
Kościół pw. Wniebowzięcia NMP, XVI w.

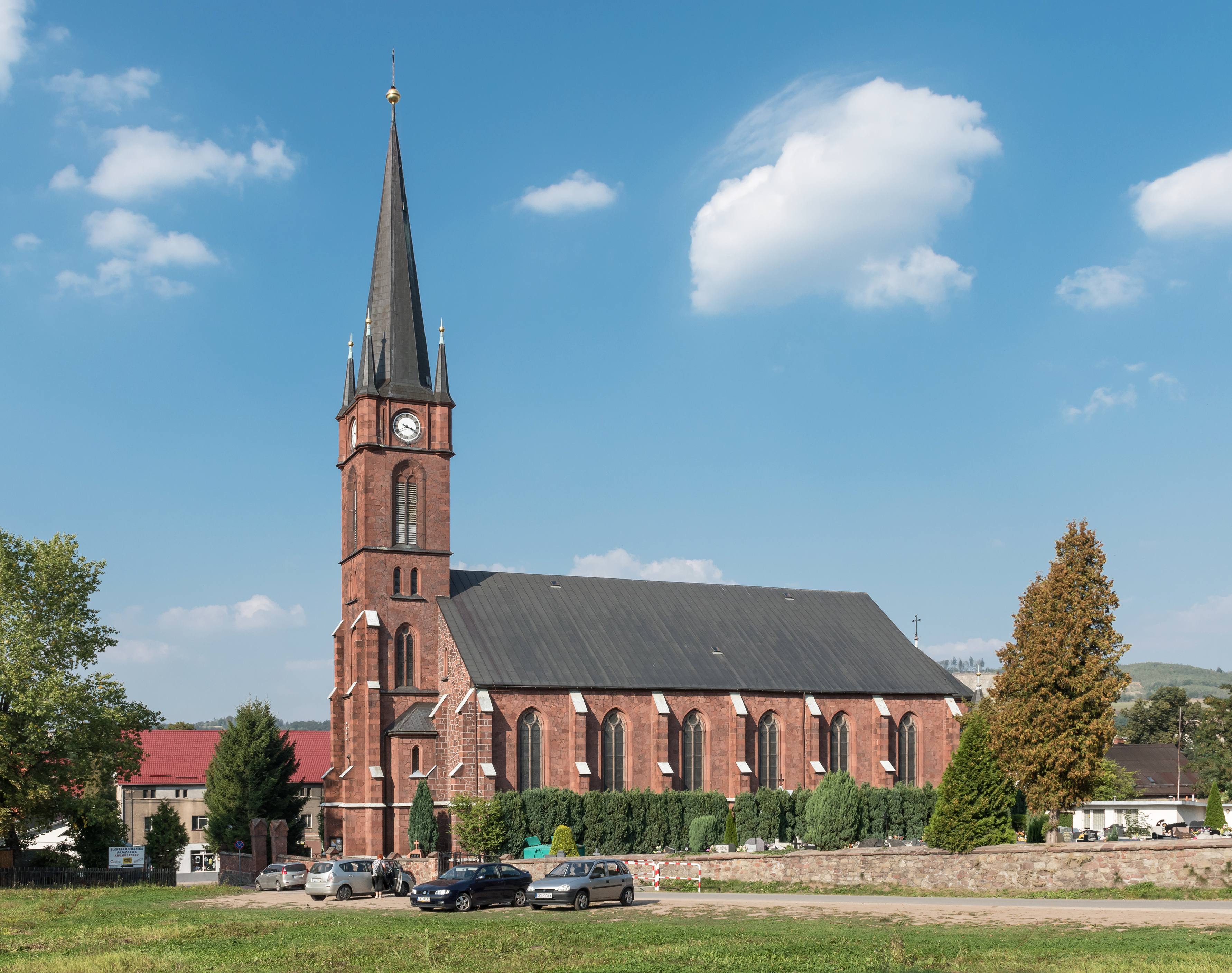
Kościół św. Katarzyny w Nowej Rudzie

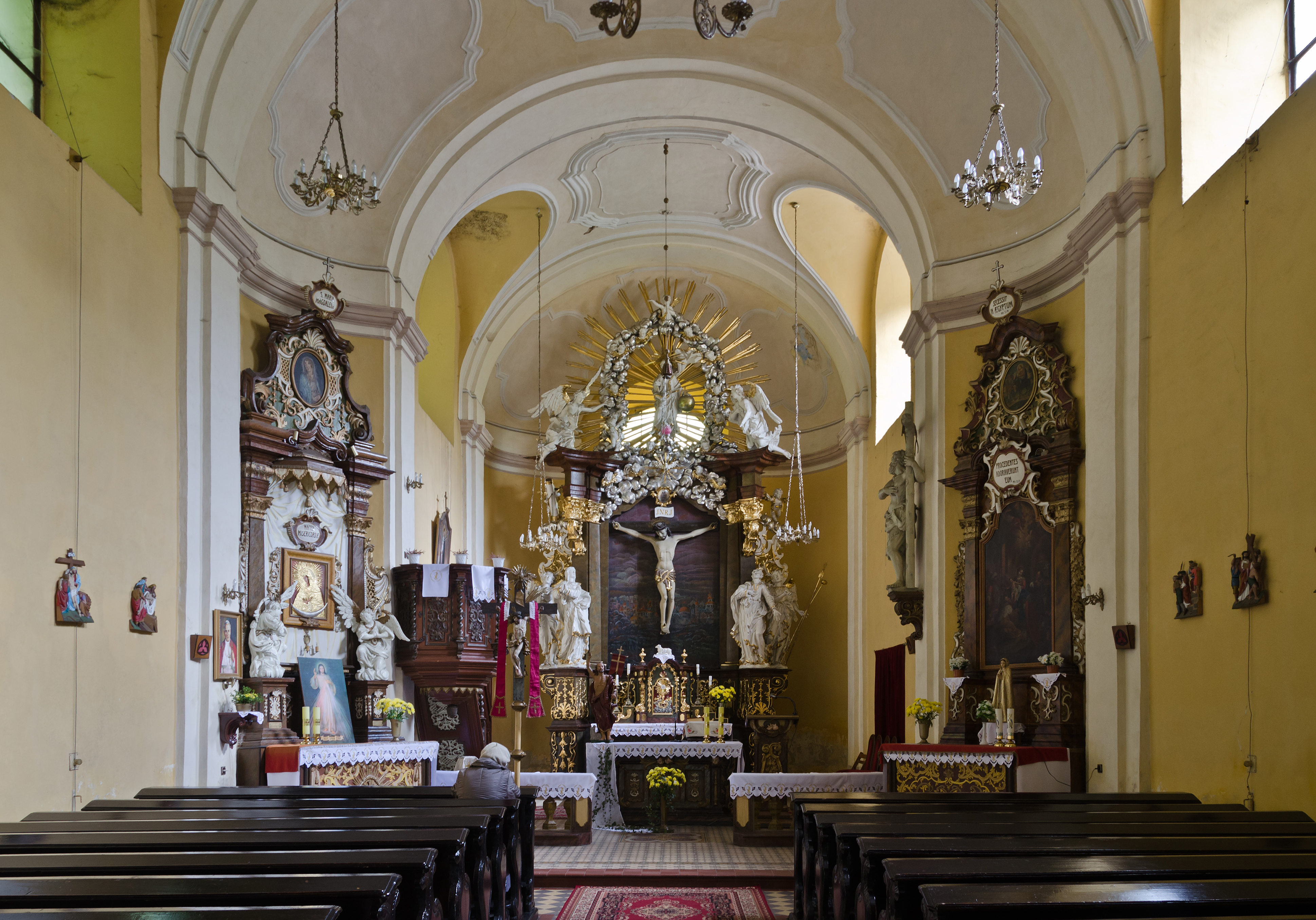
Wnętrze kościoła pw. Podwyższenia Krzyża Świętego (XVIII w.)

Na terenie miasta działalność religijną prowadzą następujące Kościoły i związki wyznaniowe:
- Kościół rzymskokatolicki:
  - parafia św. Barbary
  - parafia św. Katarzyny Aleksandryjskiej
  - parafia św. Mikołaja w Nowej Rudzie
- Świadkowie Jehowy:
  - zbór Nowa Ruda-Centrum
  - zbór Nowa Ruda-Słupiec (Sala Królestwa ul. Radkowska 24B)[26]
- Kościół Ewangelicko-Augsburski:
  - filiał parafii w Wałbrzychu

## Opieka zdrowotna
Ludzi
- W Nowej Rudzie istnieje Samodzielny Publiczny Zakład Opieki Zdrowotnej (organem założycielskim zakładu jest Starostwo Powiatowe w Kłodzku). Zakład posiada 2 przychodnie rejonowe na terenie miasta (dzielnica Centrum i Drogosław), Ośrodek Zdrowia w Jugowie, Ośrodek Zdrowia w Bożkowie, oraz Szpital Rejonowy, w skład którego wchodzą działy: Wewnętrzny „A”, Wewnętrzny „B”, Pediatryczny, Zakład Opiekuńczo Leczniczy w Nowej Rudzie, Centralne Laboratorium Analityczne[potrzebny przypis].
- W Nowej Rudzie znajdują się również przychodnie niepubliczne: Lekarska Spółdzielnia Specjalistyczna „Evita” (3 przychodnie w dzielnicach: Centrum, Słupiec, Drogosław), Centrum Medyczne Euromed NZOZ, NZOZ „Zdrowie”, Przychodnia specjalistyczna „Optomed”.
- W dzielnicy Centrum przy ul. Krańcowej zlokalizowana jest Podstacja Pogotowia Ratunkowego. Podstacja swoim zasięgiem obejmuje gminy: Nowa Ruda (Miasto), Nowa Ruda, Radków[potrzebny przypis].

Zwierząt
- W Nowej Rudzie znajduje się jedyny na Dolnym Śląsku punkt usług inseminacyjnych zwierząt hodowlanych[27]

## Sport i rekreacja
- Klub Sportowy Piast, ul. Sportowa 1[28]
- Centrum Turystyczno-Sportowe Spółka z o.o., ul. Kłodzka 16
- Hala Widowiskowo-Sportowa, ul. Kłodzka 16
- „Aqua Centrum”, ul. Kłodzka 16
- Górska Turystyka Konna Overo Stefan Kobak, ul. Nowa Osada 5
- Stajnia Pod Lasem Janusz Cembryło, ul. Ugory 11
- Korty tenisowe, ul. Kłodzka (przy Hali Sportowej) oraz ul. Łużycka
- Wieża wspinaczkowa (dawny szyb Kopalni KWK Nowa Ruda), ul. Kłodzka – najwyższa ścianka wspinaczkowa w Polsce (58,8 m)[potrzebny przypis]

## Władze miasta
- Rada Miejska w Nowej Rudzie

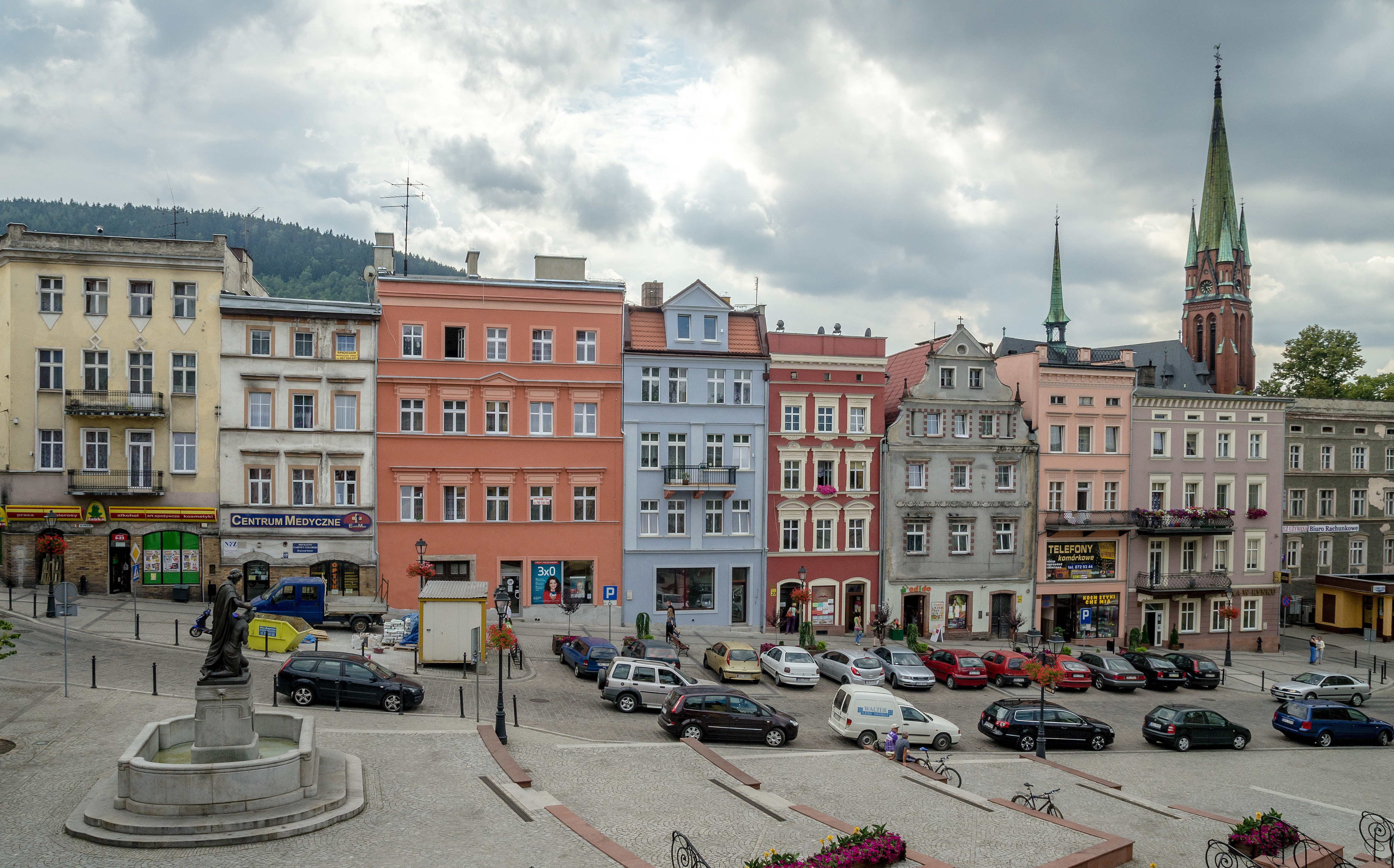
Rynek – widok z ratusza

Nowa Ruda ma status gminy miejskiej. Mieszkańcy miasta wybierają do swojej rady miasta 21 radnych w wyborach co 4 lata, w 21 okręgach wyborczych. Organem wykonawczym władz jest burmistrz. Siedzibą władz miasta jest ratusz, znajdujący się na rynku.
- Burmistrzowie Nowej Rudy (od 1990)[31]:
  - 1990–1994: Stanisław Łukasik[32]
  - 1994–1998: Andrzej Cyman
  - 1998–2002: Marek Bawecki
  - od 2002: Tomasz Jacek Kiliński

Mieszkańcy Nowej Rudy wybierają parlamentarzystów do Sejmu z okręgu wyborczego Wałbrzych, a do Senatu z okręgu wyborczego dzierżoniowsko-kłodzko-ząbkowickiego, zaś posłów do Parlamentu Europejskiego z dolnośląsko-opolskiego okręgu wyborczego z siedzibą we Wrocławiu. W mieście znajduje się biuro poselskie Moniki Wielichowskiej z PO oraz biuro senatorskie Aleksandra Szweda z PiS.
W Nowej Rudzie znajduje się także siedziba gminy wiejskiej Nowa Ruda.

## Osoby związane z miastem
aktorzy:
- January Brunov (ur. 1964), polski aktor
- Uršula Kluková(inne języki) (ur. 1941), czeska aktorka
- Zdzisław Leśniak (1930–2002), polski aktor
- Krzysztof Tyniec (ur. 1956), polski aktor filmowy i teatralny
- Robert Więckiewicz (ur. 1967), polski aktor filmowy

duchowni:
- Stanisław Orzechowski (1939–2021), prałat, duszpasterz
- Joachim Reinelt (ur. 1936), biskup Drezna i Miśni
- Marian Kopko (ur. 1951), prałat, duszpasterz „S”, kustosz[33]

pracownicy naukowi
- Lili Fuchsberg (ur. 1942) – francuska muzykolożka
- Witold Roter (1932–2015), profesor matematyki

osoby historyczne:
- Joseph Ebers (1845–1923), architekt
- Franz Eckert (1852–1916), kompozytor hymnów Japonii, Korei[28]
- Paul Elsner (1865–1933), nauczyciel, muzyk i kompozytor
- Carl Ferche (1853–1940), turysta, honorowy obywatel miasta
- Fritz Jung (1903–1981), prof. na Uniw. Gutenberga[28]
- Robert Karger (1874–1946), poeta piszący w dialekcie kłodzkim
- Friedrich Kayssler (1874–1945), aktor, pisarz i kompozytor[28]
- Friedrich Wilhelm Otte (1898–1944), generał-major Wehrmachtu
- Józef Sokol[34] (1898–1974), płk, dowódca 3 Batalionu Strzel. Karp.
- Ernst Seger (1865–1939), rzeźbiarz
- Joseph Wittig (1879–1949), profesor teologii, filozof

politycy:
- Teresa Bazała (ur. 1955), posłanka, nauczycielka
- Julian Golak (ur. 1957), wydawca, samorządowiec, opozycjonista
- Krystyna Herman (ur. 1951), posłanka
- Grzegorz Kołacz (ur. 1966), polityk
- Alojzy Pawelec (1886-1972), senator, poseł, lekarz
- Ryszard Jastrzębski (ur. 1956), poseł
- Mieczysław Szyszka (ur. 1961), polityk, senator
- Jacek Uczkiewicz (ur. 1950), poseł, były wiceminister finansów
- Monika Wielichowska (ur. 1973), posłanka

sportowcy:
- Jan Jankiewicz (ur. 1955), kolarz
- Manfred Matuszewski (ur. 1941), kolarz
- Tadeusz Nowak (ur. 1948), piłkarz, początkowo w „Górniku” Słupiec
- Dorota Nowak-Idzi (ur. 1966), pięcioboistka, multimedalistka

Sprawiedliwy wśród Narodów Świata:
- Helena Grzegorczyk (1918–1985),
- Władysław Grzegorczyk (1905–1981),
- Jadwiga Zofia Szostakiewicz (1894–1970),
- Janina Teresa Szostakiewicz (1925–2004),

twórcy:
- Przemysław Dominas (ur. 1975), autor książek, historyk kolei
- Edyta Geppert (ur. 1953), piosenkarka[28]
- Anna German (1936–1982), piosenkarka i kompozytorka
- Jaga Hupało (ur. 1966), kreatorka wizerunku
- Octave Klaba(inne języki) (ur. 1975), zał. przedsiębiorstwa OVHcloud[35][36]
- Zygmunt Krukowski (1951–2013), poeta, tłumacz, dramaturg
- Tomasz Leśniowski (ur. 1968), poeta, animator społeczno-kulturalny
- Karol Maliszewski (ur. 1960), poeta, prozaik, krytyk literacki
- Edward Marszałek (1935–2005), malarz, pedagog
- Juliusz Multarzyński (ur. 1948), artysta fotografik
- Olga Tokarczuk (ur. 1962), pisarka, laureatka Nagrody Nobla.

## Gospodarka
W Nowej Rudzie przez kilkaset lat wydobywany był węgiel kamienny. Kopalnia Węgla Kamiennego Nowa Ruda została zamknięta w ramach restrukturyzacji górnictwa. W Słupcu pracuje odkrywkowa kopalnia gabra – kamieniołom. Obecnie w Nowej Rudzie funkcjonuje część Wałbrzyskiej Specjalnej Strefy Ekonomicznej. W mieście działają następujące zakłady: ZPAS S.A., ZPAS-NET, Ostheimer-Akok, Matplast, Faned, Orion, ITR Poland, Plastitec Kopalnia Czerwonego Piaskowca, CTS. W 2015 nastąpiło uruchomienie Umicore Autocat Poland. Przygotowywane jest ponowne otwarcie kopalni węgla koksującego przez australijską firmę Balamara Ltd. Ponadto w mieście funkcjonuje Noworudzki Park Przemysłowy oraz Technoinkubator Nowa Ruda. W lipcu 2015 zakład w Nowej Rudzie otworzyła niemiecka firma Framo Morat.

## Transport
Drogi wojewódzkie

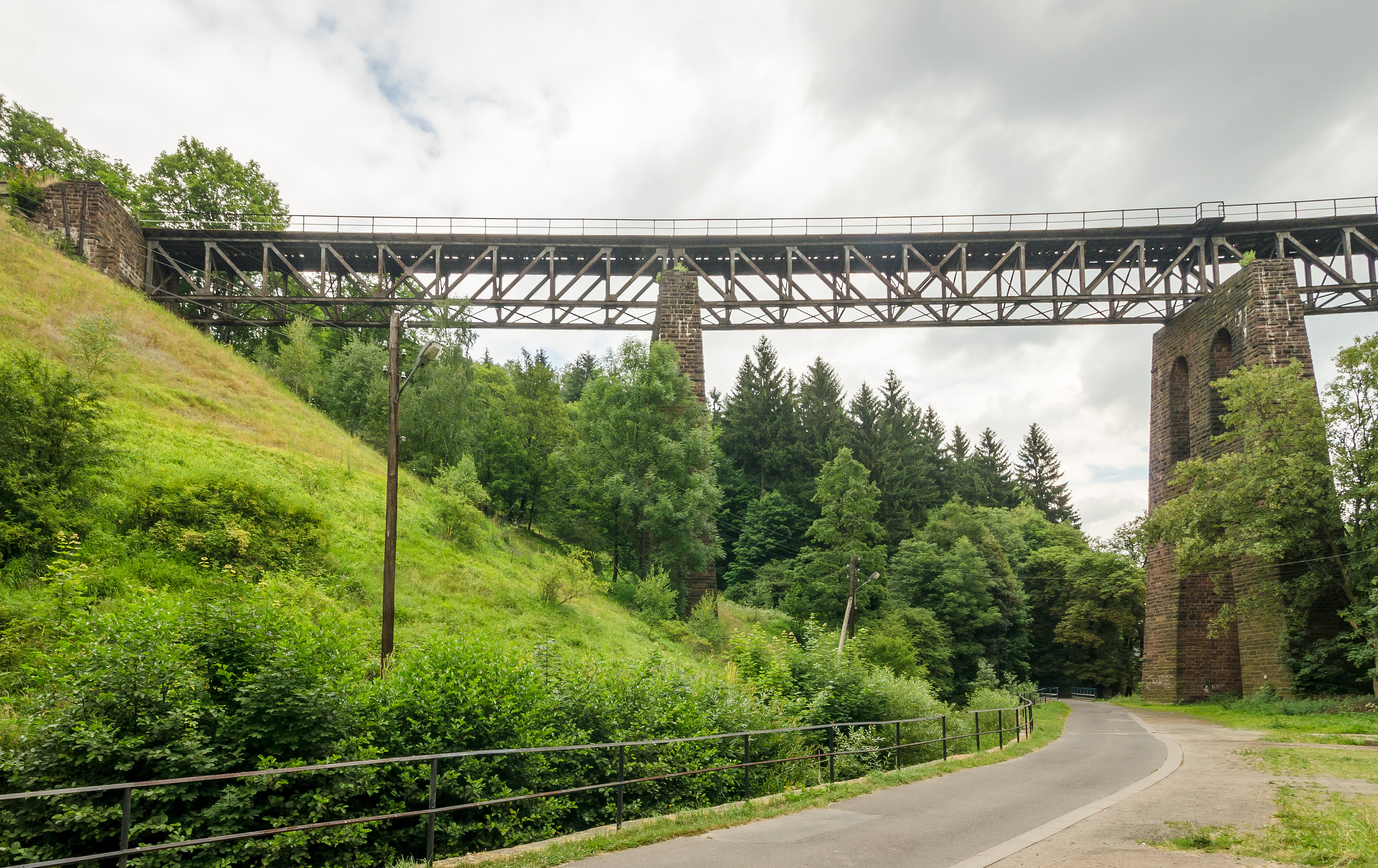
„Czarny wiadukt” w Nowej Rudzie (1879–1880) nad potokiem Woliborka

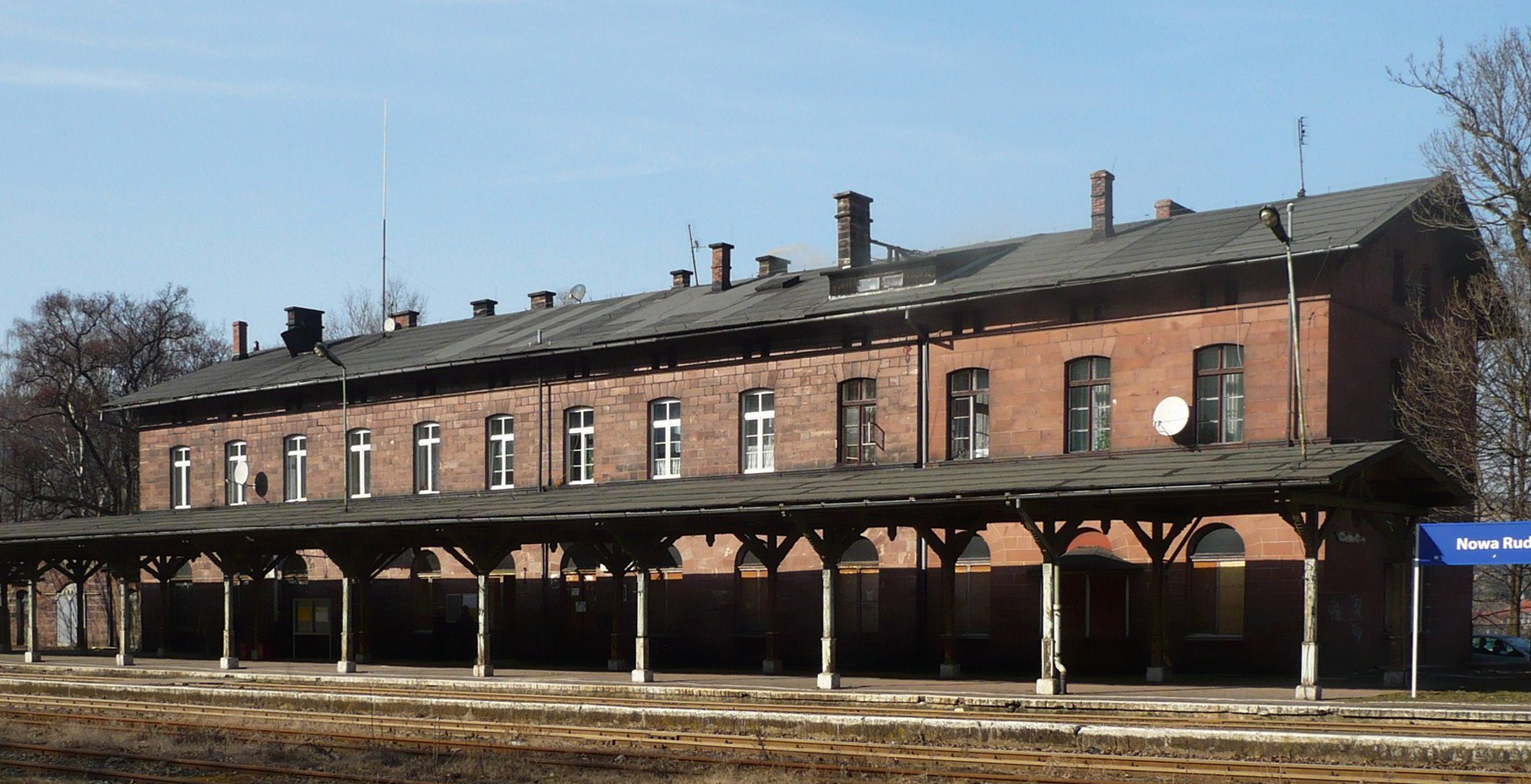
Dworzec kolejowy w Nowej Rudzie

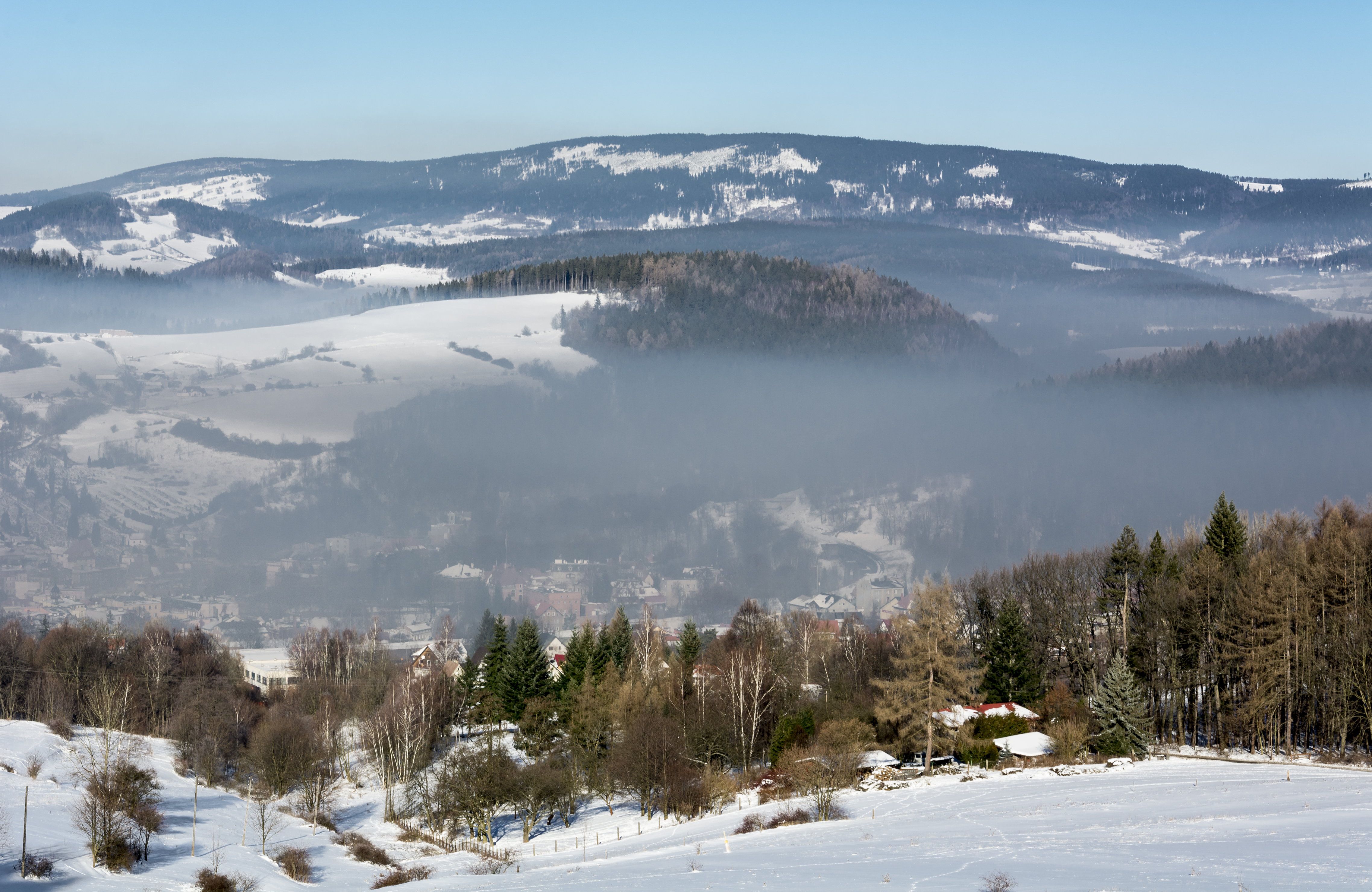
Smog nad Nową Rudą

- 381: Wałbrzych – Nowa Ruda – Kłodzko (DK8)
- 384: (DK8, DK39) – Łagiewniki – Dzierżoniów – Bielawa (obwodnica) – Nowa Ruda
- 385: Tłumaczów – Nowa Ruda – Srebrna Góra – Ząbkowice Śląskie – Ziębice – Grodków – Jaczowice (DK8)

Drogi lokalne
- Nowa Ruda – Jugów – Sokolec – Walim
- Nowa Ruda – Bieganów
- Nowa Ruda – Bożków – Gorzuchów
- Nowa Ruda – Dzikowiec – Wolibórz

Centrum miasta ominąć można obwodnicą, której budowa zakończyła się 12 listopada 2014.
Kolej
Nowa Ruda (stacja kolejowa) na linii nr 286: Wałbrzych Główny – Nowa Ruda – Kłodzko Główne (niezelektryfikowana).
Przewozy pasażerskie obsługują spółki Koleje Dolnośląskie i PKP Intercity. W mieście znajdują się stacje i przystanki kolejowe: Nowa Ruda, Nowa Ruda Przedmieście i Nowa Ruda Zdrojowisko, stacja towarowa Nowa Ruda Słupiec oraz nieczynny przystanek Słupiec Dolny.
Połączenia kolejowe:
- Wałbrzych Główny,
- Wałbrzych Miasto,
- Kłodzko Główne,
- Kłodzko Miasto,
- Wrocław Główny,
- Kudowa–Zdrój,
- Kraków Główny[39].

Komunikacja miejska
Od września 2021 roku w Nowej Rudzie działa linia komunikacji miejskiej łącząca dzielnice Drogosław, Centrum i Słupiec. Docelowo komunikacja miejska obsługiwana ma być autobusami elektrycznymi, które miasto planuje zakupić z dofinansowaniem z Narodowego Funduszu Ochrony Środowiska i Gospodarki Wodnej. 6 czerwca 2023 burmistrz Tomasz Kiliński podpisał umowę na zakup dwóch autobusów elektrycznych Solaris Urbino 9 LE electric (z opcją na zakup kolejnego) z przedstawicielem firmy Solaris – Waldemarem Wlazło. Umowa opiewa na kwotę 5 620 000 zł, a dostarczenie autobusów ma potrwać do 12 miesięcy od daty jej podpisania.

## Struktura powierzchni

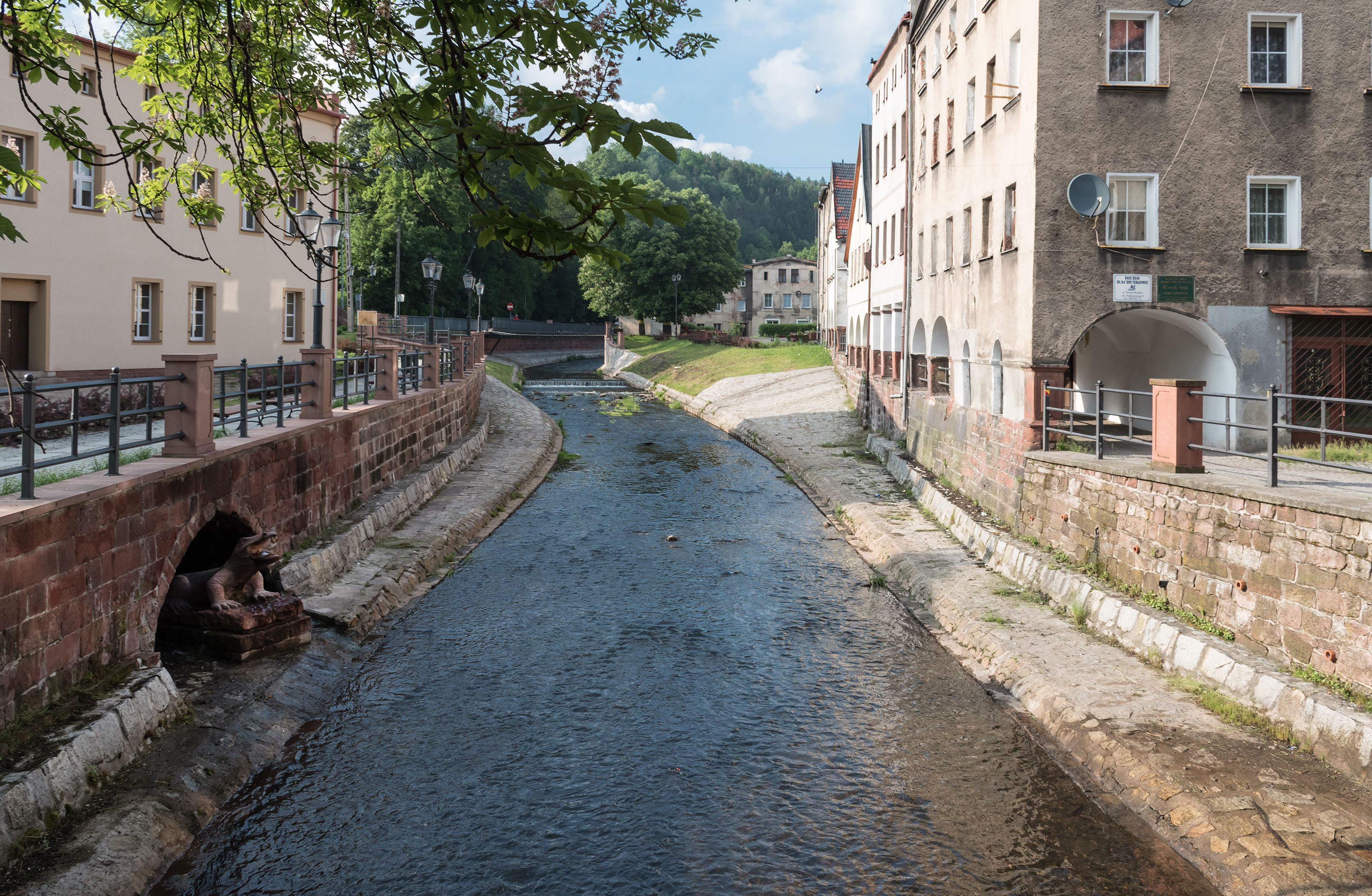
Rzeka Włodzica przepływająca przez miasto

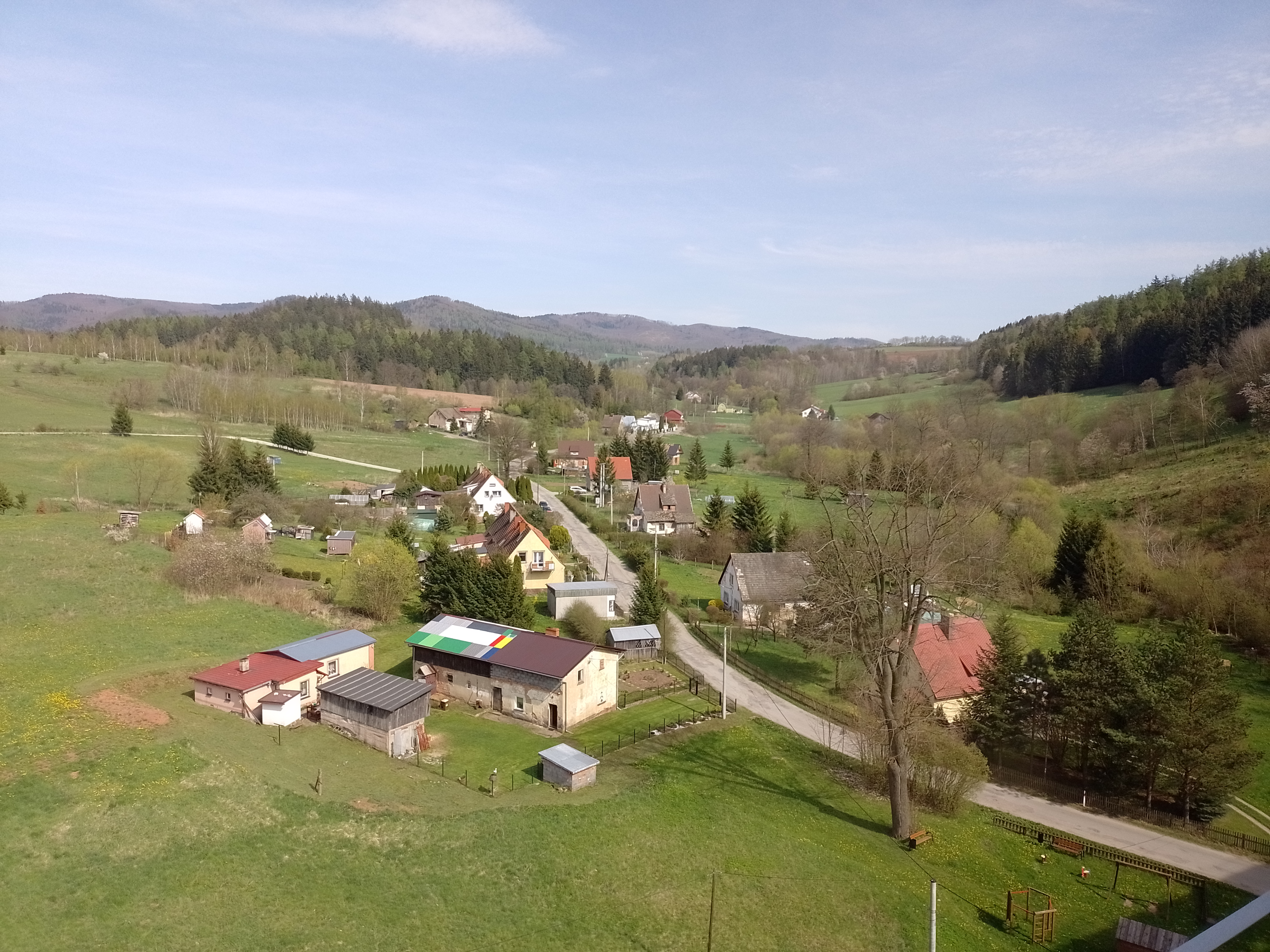
Widok na dzielnicę Zatorze

Według danych z 2023 Nowa Ruda ma obszar 37,05 km² (129. miejsce w kraju), w tym:
- użytki rolne: 61%
- użytki leśne: 17%

Miasto stanowi 2,25% powierzchni powiatu.

## Klimat (1979–2013)
| Miesiąc                                 | Sty   | Lut   | Mar   | Kwi  | Maj  | Cze  | Lip  | Sie  | Wrz  | Paź  | Lis   | Gru   | Roczna |
| --------------------------------------- | ----- | ----- | ----- | ---- | ---- | ---- | ---- | ---- | ---- | ---- | ----- | ----- | ------ |
| Rekordy maksymalnej temperatury [°C]    | 13,5  | 16,0  | 20,3  | 28,3 | 31,0 | 32,7 | 35,7 | 35,2 | 28,8 | 25,3 | 17,8  | 13,3  | 35,7   |
| Średnie temperatury w dzień [°C]        | 1,0   | 2,2   | 6,7   | 12,7 | 18,1 | 20,8 | 22,9 | 23,0 | 17,9 | 12,7 | 6,0   | 2,2   | 12,2   |
| Średnie dobowe temperatury [°C]         | -1,8  | -1,2  | 2,5   | 7,1  | 12,3 | 15,2 | 17,0 | 16,6 | 12,3 | 7,9  | 3,0   | -0,4  | 7,6    |
| Średnie temperatury w nocy [°C]         | -4,8  | -4,5  | -1,1  | 2,1  | 6,5  | 9,8  | 11,5 | 11,0 | 7,7  | 3,9  | 0,1   | -3,2  | 3,2    |
| Rekordy minimalnej temperatury [°C]     | -27,6 | -25,9 | -18,4 | -7,6 | -3,5 | 1,0  | 4,2  | 3,5  | -0,7 | -6,9 | -16,7 | -25,5 | −27,6  |
| Opady [mm]                              | 29    | 26    | 35    | 35   | 58   | 78   | 90   | 71   | 53   | 33   | 33    | 33    | 575    |
| Średnia liczba dni z opadami            | 9     | 7     | 9     | 8    | 10   | 11   | 12   | 9    | 9    | 7    | 8     | 9     | 108    |
| Źródło: Na podstawie 35-lecia 1979–2013 |       |       |       |      |      |      |      |      |      |      |       |       |        |

## Zanieczyszczenie powietrza
Położenie geograficzne utrudnia wentylację miasta, przez co spowija je smog, szczególnie w sezonie grzewczym. Według raportu Światowej Organizacji Zdrowia w 2016 Nowa Ruda została sklasyfikowana jako dwudzieste pierwsze najbardziej zanieczyszczone miasto Unii Europejskiej. Według ekspertów Polskiego Alarmu Smogowego, Nowa Ruda jest miastem o najgorszej jakości powietrza w Polsce. Dane z opublikowanego przez nich raportu za 2021 rok wskazują, że w mieście smog utrzymywał się przez 96 dni, czyli niemal całą zimę, natomiast stężenie rakotwórczego benzo(a)pirenu przekraczało dopuszczalną normę o 1500%.

## Miasta partnerskie[48]
- Wallers-Arenberg, Francja
- Castrop-Rauxel, Niemcy
- Broumov, Czechy